# Benno Schilde

Benno Schilde (1849–1911)

Benno Schilde (* 6. April 1849 in Rochlitz; † 22. Oktober 1911 in Hersfeld) war Gründer eines Unternehmens, das als eines der ersten in Deutschland Apparate zur industriellen Trocknung herstellte.

## Leben
Nach der Lehrzeit als Maschinenschlosser, Wanderschaft und Gesellenzeit in der Werkzeugmaschinenfabrik Union ließ Benno Schilde sich als 25-Jähriger im Jahr 1874 in die Handwerksrolle Hersfeld als Maschinenbauer eintragen.
1874 heiratete er Wilhelmine Demme, die in seiner Firma mitarbeitete. Aus der Ehe gingen sechs Kinder hervor.
Nach schweren Anfangsjahren erreichte er durch stetiges Streben den Aufstieg zum Fabrikanten. Die Persönlichkeit von Benno Schilde war geprägt durch handwerkliches Können, innovative Denkweise und Erfindungsgabe. 1885 nannte er seinen Betrieb mit zwanzig Beschäftigten „Benno Schilde – Maschinenfabrik und Apparatebauanstalt, Hersfeld“. Im Jahr 1900 trat der älteste Sohn Paul Schilde in die Firma ein.
In den Jahren 1904 (170 Mitarbeiter) bis 1908 (262 Mitarbeiter) sind die heute unter Denkmalschutz stehenden Fabrikations- und Bürogebäude entstanden. Bei etwa 200 Mitarbeitern näherte sich der Jahresumsatz der Zwei-Millionen-Grenze. Sein wirtschaftlicher Weitblick erkannte die Perspektive für die Spezialisierung auf luft- und wärmetechnische Erzeugnisse wie Ventilatoren und Trocknungsanlagen, die später zu den Spitzenerzeugnissen der Branche zählten.

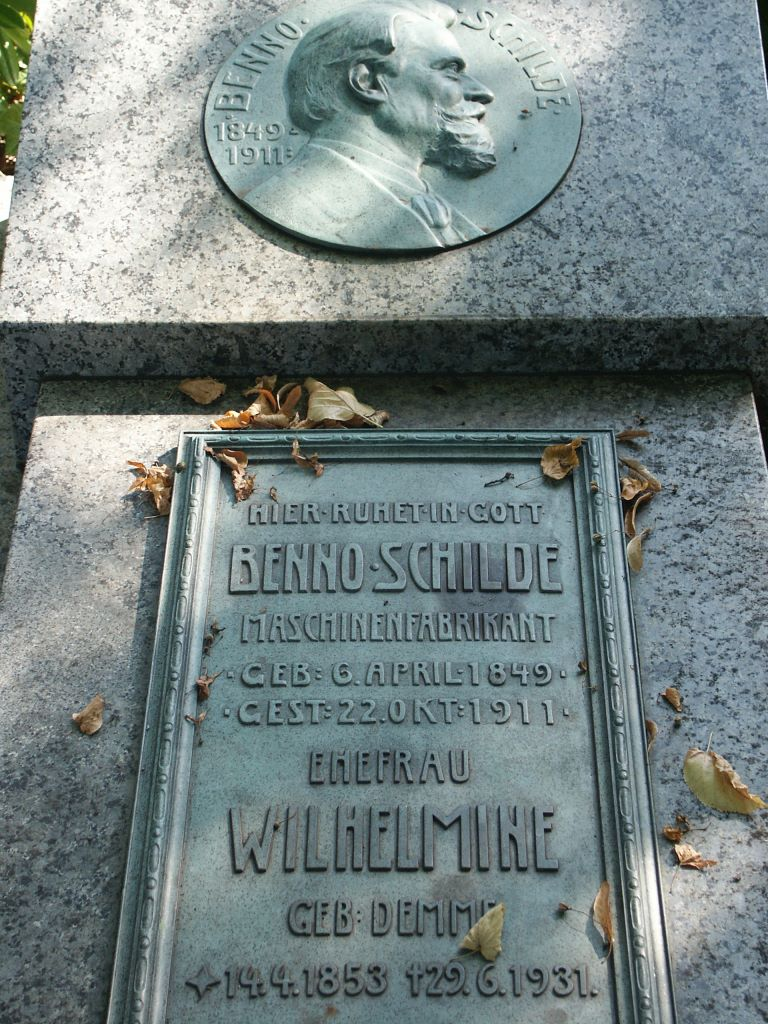
Grabstein von Benno Schilde

Benno Schilde hinterließ ein Lebenswerk, das sich später als Schilde AG, Bad Hersfeld, zu einem weltweit operierenden Unternehmen auf dem Gebiet der Trocknungstechnik entwickelte. Die Straße, in der Schilde sein Unternehmen gründete, wurde im Jahr 1935 nach ihm benannt (siehe Liste von Straßen und Plätzen in Bad Hersfeld).
Am 30. September 2011 wurde die Erlebnis- und Mitmachausstellung wortreich in Bad Hersfeld in der historischen und aufwendig restaurierten Schilde-Halle eröffnet.
In Aufwertung des innerstädtischen Schilde-Areals wurde das ehemalige Firmengrundstück als Sondergebiet Schilde-Park ausgewiesen. Seit Fertigstellung durchzieht die wieder freigelegte Geis eine ausgedehnte Grünanlage. Weiter entstanden eine Veranstaltungshalle und ein zweigeschossiges Parkhaus. Der Benno Schilde Park wurde am 24. Oktober 2011 der öffentlichen Nutzung übergeben.